# Friedrich Lübbert
Friedrich Lübbert (* 26. März 1818 in Bobzin; † 15. Januar 1892 in Brandenburg an der Havel) war ein deutscher Militärmusiker und Komponist.
Lübbert war Stabshautboist und später Musikdirektor im 35. Infanterie-Regiment der Preußischen Armee, das zunächst in der Festung Luxemburg stationiert war. 1863 wurde er mit seinem Regiment nach Brandenburg an der Havel verlegt. Er komponierte den Helenenmarsch, mit dem er 1857 den 1. Preis des vom Berliner Musikverlag Bote & Bock ausgeschriebenen Marschkompositionen-Wettbewerb gewann. Lübbert schied 1881 nach 27 Dienstjahren als Militärkapellmeister aus der Armee aus.